# Bunihayu
Bunihayu is een bestuurslaag in het regentschap Subang van de provincie West-Java, Indonesië. Bunihayu telt 5802 inwoners (volkstelling 2010).